# Aleks Buda
Aleks Buda (n. 7 septembrie 1910, Elbasan, Regiunea Elbasan, Albania – d. 7 iulie 1993, Tirana, Albania) a fost un istoric albanez de origine evreiască. După finalizarea educației sale în Italia și Austria, el s-a întors în Albania. Cu toate că urmase studii de literatură, a făcut o carieră de istoric în timpul epocii socialiste a Albaniei. El a fost membru și președinte al Academiei de Științe a Albaniei.

## Biografie

### Formare
Buda s-a născut la 7 septembrie 1910 în Elbasan, Imperiul Otoman (azi în Albania). El a urmat școala elementară la Lecce în Italia și a finalizat școala secundară la Salzburg, Austria, în 1930. După aceea s-a înscris la Universitatea din Viena, unde a studiat filozofia și literatura, dar s-a întors în Albania, fără a absolvi.

### Carieră profesională
Cu toate că specializarea sa era literatura, el a făcut o carieră ca istoric. A fost, de asemenea, menționat ca fondator al istoriografiei albaneze postbelice.
Buda a aparținut grupului celor mai importanți istorici politici albanezi în timpul epocii socialiste a Albaniei; a fost, de asemenea, membru și președinte al Academiei de Științe a Albaniei. Potrivit unor surse el a fost consilier personal al lui Enver Hoxha. Buda a fost singurul istoric care a participat la Congresul de Ortografie Albaneză organizat la Tirana în perioada 20-25 noiembrie 1972.
Buda a participat la Conferința Națională de Studii Etnografice ce a avut loc în 1976, pentru a comemora cea de-a 35-a aniversare a înființării Partidului Muncitoresc Albanez. El a aparținut unui grup de istorici și filosofi marxiști care au atacat teoriile și tendințe contemporane manifestate în afara Albaniei pe care le-a catalogat drept capitaliste și revizioniste.
Istoricii contemporani indică activitatea științifică a lui Buda ca principală sursă a poziției oficiale cu privire la originea albanezilor. El a fost considerat ca fiind principalul cercetător albanez al istoriei ilirilor, aparținând grupului de istorici care a susținut că nu există nici o urmă a ilirilor între secolul al VI-lea (când au fost menționați în documentele istorice pentru ultima oară) și secolul al XI-lea (când albanezii apar menționați în documentele istorice pentru prima dată). Pe baza ipotezei originii ilire a albanezilor, Buda a subliniat că albanezii sunt printre cei mai vechi locuitori din Balcani și chiar din Europa.
Buda a aparținut unui grup restrâns de intelectuali cărora regimul comunist albanez le-a permis să aibă acces la literatura străină, în scopul de a o folosi pentru a pregăti noi directive ideologice și teoretice pentru restul colegilor lor.